# Nychiodes elburica
Nychiodes elburica är en fjärilsart som beskrevs av Leo Schwingenschuss 1937. Nychiodes elburica ingår i släktet Nychiodes och familjen mätare. Inga underarter finns listade i Catalogue of Life.